# Parbig
Le Parbig (en russe : Парбиг) est une rivière de Russie qui coule dans l'oblast de Tomsk en Sibérie occidentale. C'est, avec le Baktchar, une des deux rivières formant la Tchaïa (constituant de gauche), donc un sous-affluent de l'Ob.

## Géographie
Le Parbig prend sa source dans le sud de l'oblast de Tomsk, à la limite avec l'oblast de Novossibirsk, dans les marais de Vassiougan. Il coule à travers les territoires de l'oblast de Tomsk en direction du nord-est. Après un parcours de 320 kilomètres dans la taïga marécageuse, il conflue à Oust-Baktchar avec le Baktchar pour former la Tchaïa dont il est le constituant de gauche.
La rivière est prise dans les glaces depuis la seconde quinzaine d'octobre ou la première de novembre jusqu'à fin avril-début mai.

## Hydrométrie - Les débits mensuels à Vessely
Le débit du Parbig a été observé pendant 41 ans (de 1953 à 1994) à Vessely, petite localité
située à 22 kilomètres de sa confluence avec le Baktchar. 
Le débit inter annuel moyen ou module observé à Vessely sur cette période était de 28,9 m3/s pour une surface de drainage de 9 100 km2, soit plus de 99 % du bassin versant de la rivière qui en compte 9 180.
La lame d'eau écoulée dans ce bassin versant se monte ainsi à 100 millimètres par an, ce qui peut être considéré comme assez médiocre, mais correspond aux mesures effectuées sur d'autres cours d'eau de cette région. 
Rivière alimentée en partie par la fonte des neiges, mais aussi par les pluies d'été et d'automne, le Parbig est un cours d'eau de régime nivo-pluvial. 
Les hautes eaux se déroulent au printemps, aux mois de mai et de juin, ce qui correspond au dégel et à la fonte des neiges. En juin puis en juillet, le débit baisse assez rapidement, puis se stabilise à un niveau moyen tout en conservant une tendance baissière, et ceci tout au long du reste de l'été, puis de l'automne. Après un très léger rebond en octobre, le débit chute à nouveau en novembre et surtout en décembre, ce qui constitue l'entrée en période des basses eaux, laquelle a lieu de décembre à mars inclus. Cette saison de basses eaux correspond aux importantes gelées qui envahissent toute la Sibérie. 
Le débit moyen mensuel observé en février (minimum d'étiage) est de 8,74 m3/s, soit plus ou moins 7 % du débit moyen du mois de mai (125 m3/s), ce qui montre des 
variations saisonnières assez modérées, du moins dans le cadre de la Sibérie. Sur la durée d'observation de 41 ans, le débit mensuel minimal a été de 5,03 m3/s en septembre 
1990, tandis que le débit mensuel maximal s'élevait à 332 m3/s en mai 1985. 